# Simulium simile
Simulium simile är en tvåvingeart som beskrevs av Silva Figueroa 1917. Simulium simile ingår i släktet Simulium och familjen knott. Inga underarter finns listade i Catalogue of Life.